# پرتقال‌ها (فیلم ۲۰۱۱)
«پرتقال‌ها» (انگلیسی: The Oranges) فیلمی آمریکایی در سبک کمدی رمانتیک است که در سال ۲۰۱۱ منتشر شد.

## بازیگران
- هیو لوری
- لیتون میستر
- کاترین کینر
- آدام برودی
- اولیور پلات
- آلیسون جانی
- عالیه شوکت
- بوید هالبروک
- تیم گونی